# Iemil
El riu Iemil (Имил/Емель/Эмель) és l'antic nom turc d'un riu del Kazakhstan al Tarbagatai entre les Muntanyes Altai i la serralada de Tien Shan o Tian Shan, allà on ambdues sembla que es troben.